# 工藤貞祐
工藤 貞祐（くどう さだすけ）は、鎌倉時代後期の武士。北条氏得宗家被官である御内人。

## 生涯
北条貞時より偏諱（｢貞｣の1字）を受けており、貞時が得宗家当主であった期間（弘安7年（1284年）-応長元年（1311年））内に元服したものとみられる。
貞時・高時父子に仕える。幕府内では、徳治2年（1307年）、円覚寺の北条時宗忌日斎会には二番衆の筆頭として定められるほか、得宗領である若狭国の守護代を延慶2年（1309年）から正中元年（1324年）まで、摂津国多田庄の｢多田院造営惣奉行｣を延慶元年（1308年）から元徳3/元弘元年（1331年）まで務めたことが確認できる。元亨3年（1323年）10月の貞時13回忌法要では、一品経の妙音品や砂金50両を調進している。
嘉暦元年（1326年）3月、奥州で発生した安東氏一族の紛争（安藤氏の乱）を鎮圧すべく幕府軍出兵隊の一人として出陣し、同年7月には安東季長を捕らえて帰国している。翌嘉暦2年（1327年）の9月7日には母（名や系譜は不詳）が駿河国で死去したようである。貞祐自身のその後については不明であるが、前述の通り元徳3年/元弘元年（1331年）までの生存は確認できる。